# 福岡・防府・周南ライナー

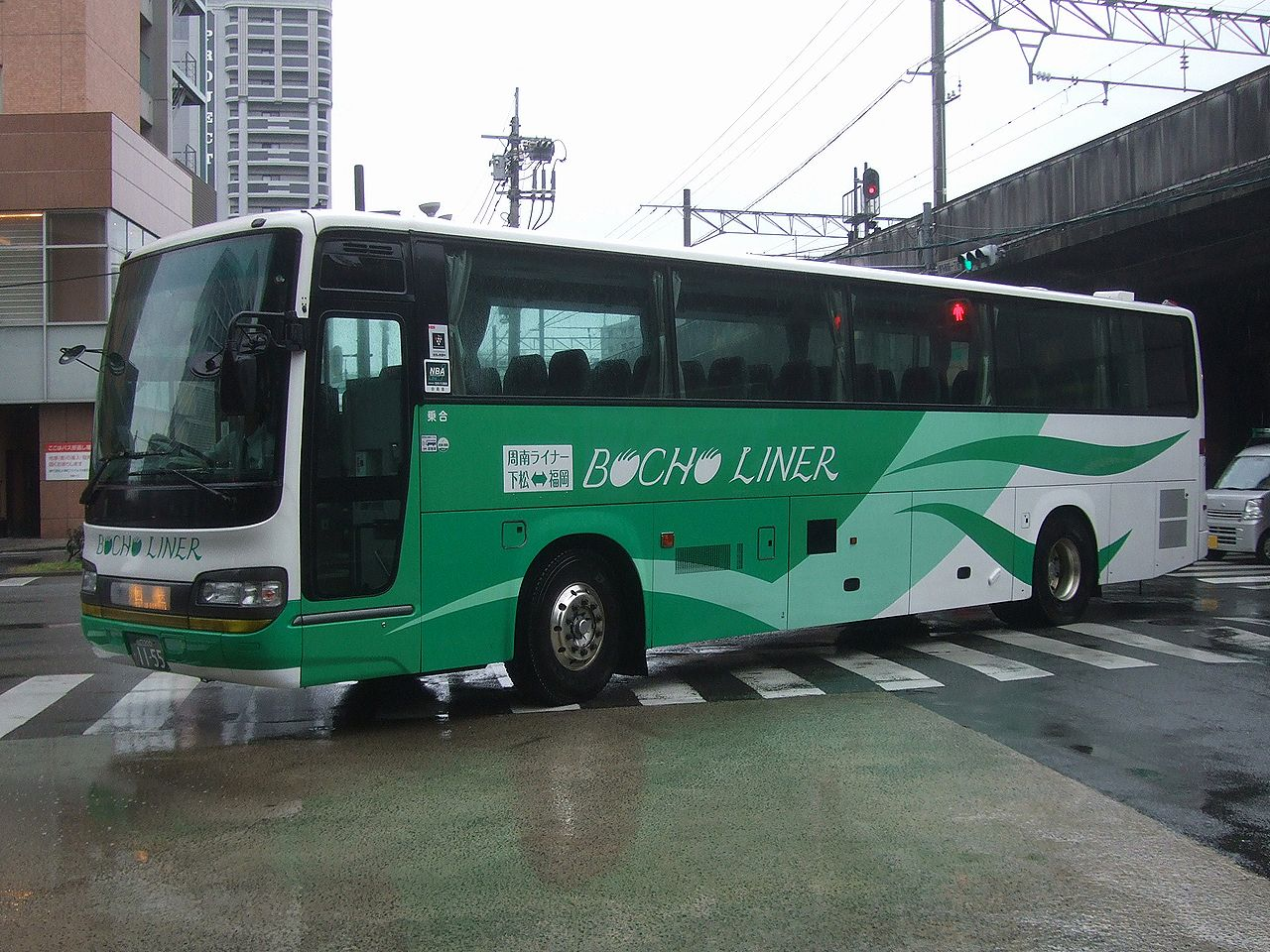
過去運用車両（現在はスーパーはぎ号に転用）

福岡・防府・周南ライナー（ふくおか・ほうふ・しゅうなんライナー）は、福岡県福岡市と山口県美祢市・防府市・周南市・下松市を結ぶ高速バスである。

## 運行形態
- 運行事業者 - 防長交通（周南営業所）
  - 福岡側の運行支援業務・発券業務はJR九州バス博多支店が担当
- 運行回数 - 2往復
  - 2往復とも下松を朝に出発し、福岡を夕方に出発する、夜間滞泊のない運用である。このため山口県側からのみ日帰り利用可能。
- 座席 - 予約指定制。原則前日までに乗車券を購入しなければならない。コンビニエンスストアのマルチメディアステーションで発券可能。当日空席がある場合に限り予約無しでも乗車可能である。

## 運行経路・停車停留所
太字は停車停留所。福岡市内のみ、山口県内のみの利用は不可。
博多バスターミナル - 呉服町出入口 - （都市高速2号線・1号線・4号線・九州自動車道） - 福岡IC - （関門橋・中国自動車道・山陽自動車道） - 美祢IC - 山口・仁保津駅前 - 千日町 - 防府駅前 - 西国衙 - 牟礼 - 道の駅ソレーネ周南 - （国道2号） - 戸田駅前 - 福川駅入口 - 新南陽高校前 - 徳山駅前 - 動物園文化会館入口 - （国道2号周南バイパス） - 東辻 - 周陽町中央病院入口 - 馬屋 - （国道188号下松バイパス） - サンリブ下松西
吉志パーキングエリア・道の駅ソレーネ周南で休憩する。

## 歴史
- 2003年（平成15年）
  - 3月20日：JR九州バス・防長交通・JRバス中国の共同運行により、『福岡・周南ライナー』として1日6往復で運行開始[1]。
    - 運行開始時の停車箇所[1]：博多駅交通センター - 祇園町 - 呉服町（博多行き降車のみ） - 小倉南IC - 戸田駅前 - 新南陽駅通 - 福川駅前 - 徳山駅前 - 周陽町中央病院入口 - 下松末武大通上 - 豊井東 - 営業所前 - 浅江町 - 光市役所前

  - 12月1日：ダイヤ改正[2]。停車地に防府駅前を追加[2]。4枚綴りの電話予約回数券を発売開始[2]。下松末武大通上発着の運賃を値下げ[2]。
- 2006年（平成18年）7月22日：ダイヤ改正。下松市内の経路変更。下松末武大通上、豊井東の各停留所を廃止し、停車地に東中村を追加。
- 2008年（平成20年）4月1日：停車地に千日町、川崎、東辻、馬屋を追加[3]。
- 2009年（平成21年）
  - 4月24日：停車地に小倉（下曽根駅）、美祢インター、動物園文化会館入口を追加[4]。
  - 8月10日：早期購入割引を設定、乗車1週間前までの購入に限り運賃を全区間1,000円とする[5]（同年10月31日に終了[6]）。
  - 12月16日：ダイヤ改正。1日4往復に減便。小倉（下曽根駅）停車を廃止[7]。
- 2010年（平成22年）
  - 3月20日：早期購入割引「早売5」を設定、乗車5日前までの購入に限り運賃を通常の半額とする[8]。
  - 9月30日：この日限りで、中国ジェイアールバスが運行・予約業務から撤退。中国ジェイアールバス便は防長交通が引き継ぎ、防長交通3往復・JR九州バス1往復の運行体制となる。
- 2012年（平成24年）6月16日：ダイヤ改正により、1日6往復に再増便する[9]（防長交通4往復・JR九州バス2往復）。1往復の下松東中村-光市役所前間の運行を取りやめ、光発着2.5往復（すべて防長担当）・下松発着3.5往復の運行体制となる。
- 2013年（平成25年）4月1日：ダイヤ改正[10]。名称を『福岡・防府・周南ライナー』に変更の上、経由地及び停留所を変更[10]。福川駅前、新南陽駅通、川崎を廃止[10]。西国衙、牟礼、末田、湯野温泉口、福川駅入口、新南陽高校前を追加[10]。
- 2014年（平成26年）
  - 4月1日：ダイヤ改正[11]。平日4往復・休日5往復に減便する[11]。下松東中村 - 光市役所前間の運行を取りやめ、小倉インターを廃止し、新たに、防長担当便のみ下松市役所前、ザ・モール周南西を追加[11]。消費税増税に伴い運賃変更[11]。
  - 12月20日：ダイヤ改正[12]。祇園町への停車を取りやめ、呉服町に停車するようになる[12]。JR九州バス担当便も下松市役所前まで延長[12]。
- 2016年（平成28年）4月5日：防長担当便のうち1往復に専用車両『KILALA』の運用を開始。
- 2018年（平成30年）4月1日：ダイヤ改正[13]。湯野温泉口、末田、防府西インターを廃止[13]。道の駅ソレーネ周南に停車するようになる[13]。休憩地を富海パーキングエリアから道の駅ソレーネ周南に変更[13]。
- 2019年（平成31年）
  - 1月1日：ダイヤ改正。JR九州バスが運行から撤退し、防長交通の単独運行となる。JR九州バス運行の1往復（福岡を朝に、下松を夕方に出発）を廃止し、平日3往復・休日4往復に減便。防長交通運行便の時刻は従来通りのため、福岡からの日帰り往復利用が不可能となった。
  - 3月1日：この日限りで「KILALA」の運行終了。
  - 4月1日：ダイヤ改正。平日2往復に減便し、時刻も変更。呉服町への停車を取りやめ。夜行高速バス用車両の使用を中止、全便4列シート車での運用となる。カレンダー運賃を導入。回数券を廃止。
- 2020年（令和2年）
  - 2月1日：土日祝日の1往復に夜行高速バス用車両の使用を再開[14]。
  - 3月14日：山口・仁保津駅前に停車[15]。
- 2021年（令和3年）
  - 1月17日：新型コロナウイルス感染症の世界的流行に伴い運休[16]。
  - 3月13日：臨時ダイヤでの運行を再開[17]。毎日同一ダイヤ、2往復。
  - 5月12日-7月16日、8月10日-9月30日：新型コロナウイルス感染症の流行に伴い運休。
- 2022年（令和4年）
  - 2月7日-3月11日：新型コロナウイルス感染症の流行に伴い運休[18]。
- 2024年（令和6年）4月27日：ダイヤ改正。以下が変更点となる。
  - 下松市役所前、ゆめタウン下松西での乗降扱いが終了。山口側の終点をサンリブ下松西（下松東中村）に変更。[19]。

## 車両
新型コロナウイルス感染症の流行による運休から運行再開したのちは、日野セレガハイデッカー（3列独立シート、トイレ付き）が使用されている。（過去萩エクスプレスで使用されていた、山口市ラッピング車が運用に入っている。）
運行開始当初は各社ともトイレなしの4列シート車（防長交通とJR九州バスは貸切車の改造車）を使用していたが、中国JRバス撤退後、防長交通とJR九州バスではトイレ付き4列シート車に代替された。防長交通では2016年に夜行バス改造車の3列独立シート車「KILALA」を1往復に使用開始し、2019年に同車が運行終了した後も一部の便で夜行バス用車両を使用した。
かつての車両

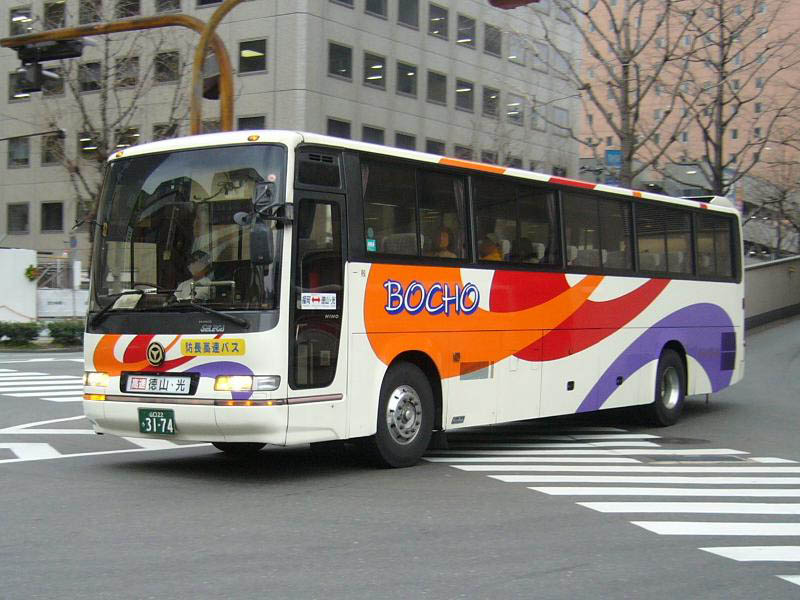
防長交通 運行開始当初の車両。貸切改造車で4列シート、トイレなし。のちにトイレ付き車両に代替された。
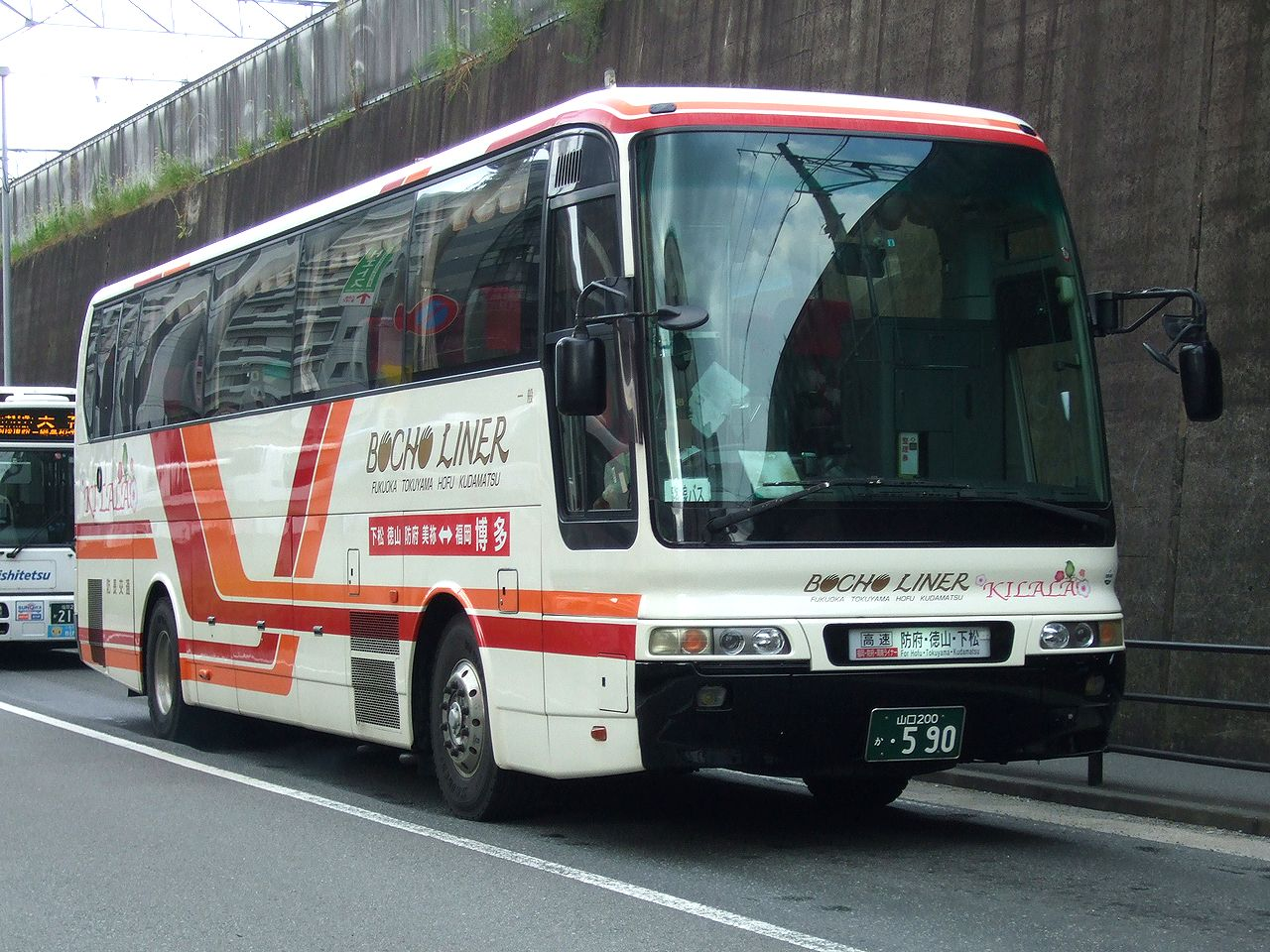
防長交通「KILALA」 夜行バス「萩エクスプレス」で使用されていた車両を改造した車両で、スーパーハイデッカー、3列独立シート、トイレ付き、全席USBポート付き。2016年4月5日より祝日を除く火曜日から金曜日までの1往復に使用されていたが、2019年3月1日限りで運行を終了した。
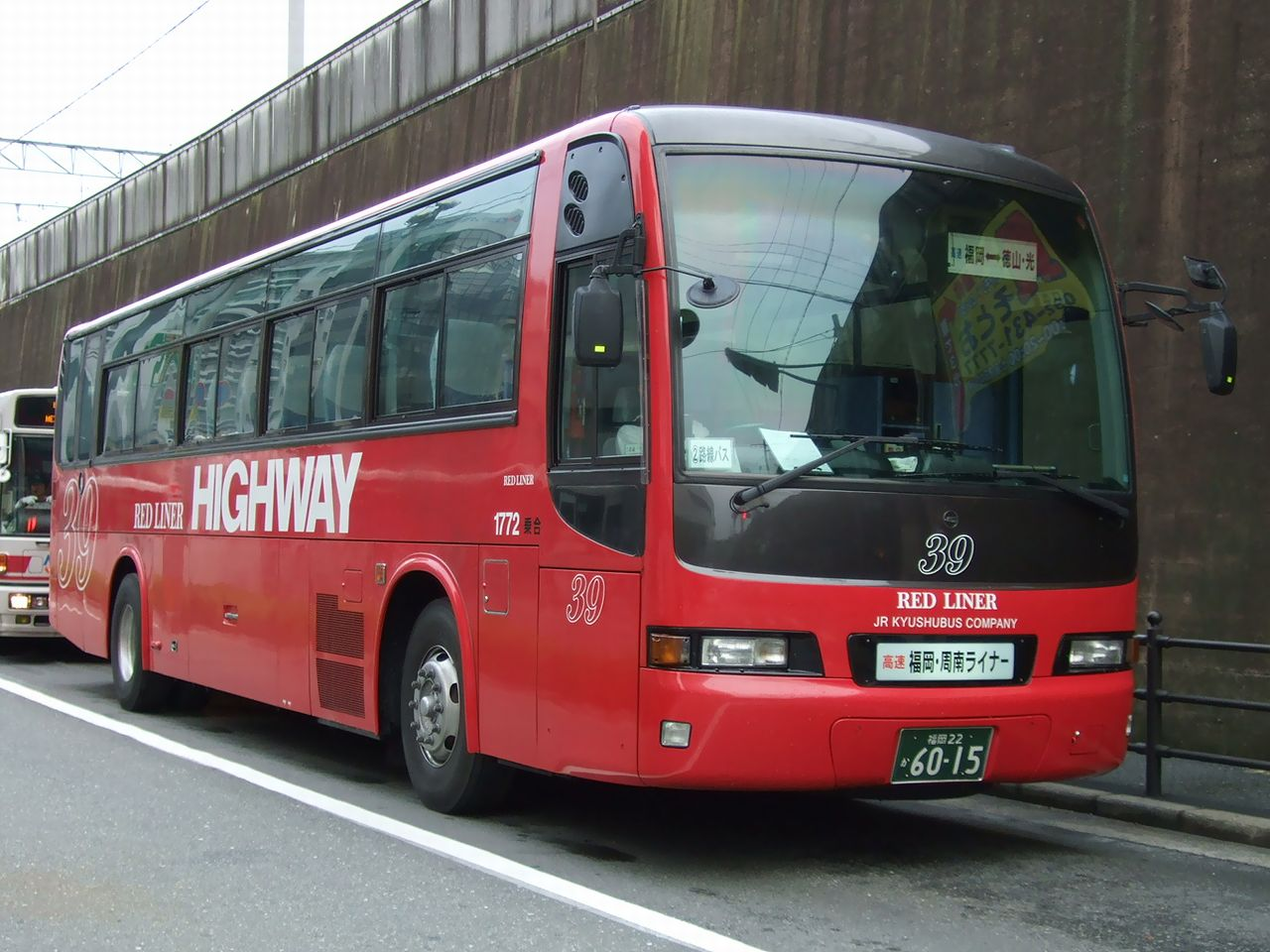
JR九州バス 641-7972 運行開始当初の車両。貸切改造車で4列シート、トイレなし。のちにトイレ付き車両に代替された。
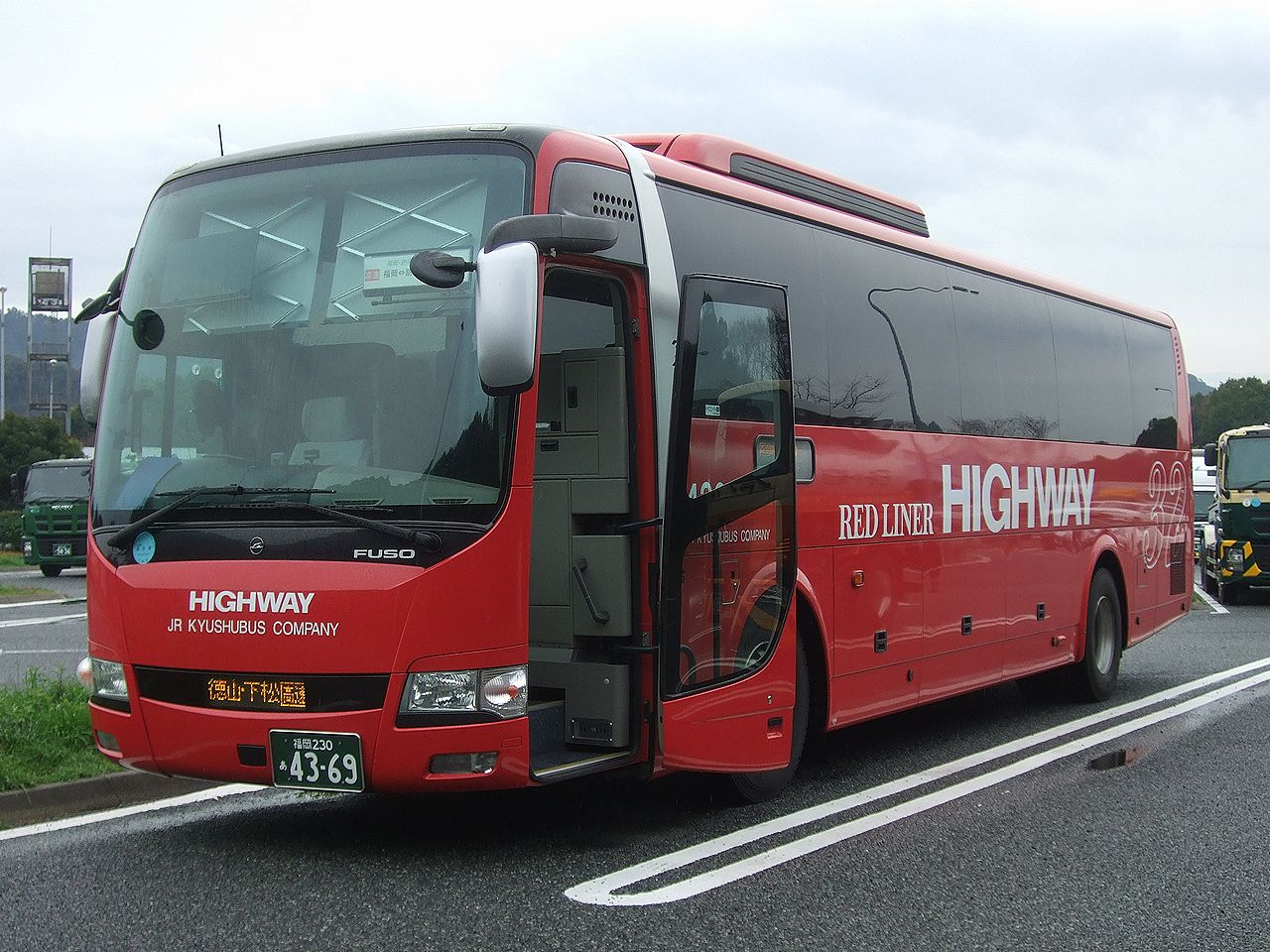
JR九州バス 744-13569 4列シート、トイレ付き。JR九州バス撤退時まで使用された。
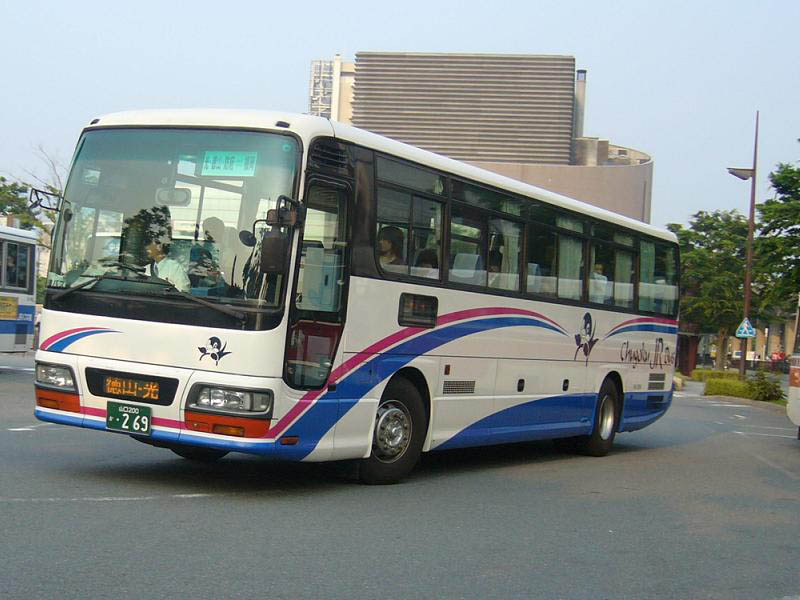
中国JRバス 641-2914 運行開始時に新車として導入された車両で4列シート、トイレなし。